# Weißenstein (Steinwald)
Der Weißenstein ist ein 863 m ü. NHN hoher Berggipfel im Steinwald, dem südlichen Teil des bayerischen Fichtelgebirges im Naturpark Steinwald.

## Topographie
Im östlichen, steil abfallenden Bereich des Steinwaldkammes findet sich eine bizarre Granit-Felsenlandschaft, in der sich die Mauerreste einer ehemaligen Burganlage befinden. Grundeigentümer ist Baron von Gemmingen-Hornberg zu Friedenfels, im oberpfälzischen Landkreis Tirschenreuth. Der Name Weißensteiner Kette für die gesamte Südost-Flanke des Fichtelgebirges geriet aber in Vergessenheit und wird heute nicht mehr verwendet.

## Burgruine
Auf dem höchsten Felsen stand der Bergfried, dessen Ruine heute als Aussichtspunkt dient. Der Name der Steinwaldburg Weißenstein erscheint urkundlich erstmals am 21. März 1279 als „Wisstenstein“. 1309 tauchen erstmals als Mitbesitzer der Burg die Nothaft auf, deren Nachkommen dann bis 1882 Grundbesitzer waren. Als Wohnsitz diente die Burg bis etwa 1560, danach verfielen die Bauten.
Die Gesellschaft Steinwaldia Pullenreuth e.V. hat 1996/2000 mit einem erheblichen Zeit- und Kostenaufwand die Restaurierung der noch vorhandenen Gebäudeteile durchgeführt und so für den Erhalt des kulturhistorischen Denkmals gesorgt. In einem Info-Pavillon erhält der Besucher Auskunft über die Geschichte des Weißensteins und die Sanierung der Anlagen.